# Mazocraeoides georgei
Mazocraeoides georgei är en plattmaskart. Mazocraeoides georgei ingår i släktet Mazocraeoides och familjen Mazocraeidae. Inga underarter finns listade i Catalogue of Life.